# Bilineáris forma
Egy bilineáris forma a lineáris algebrában egy kétváltozós függvény, ami két vektorhoz egy skalárt rendel, és mindkét változójában lineáris. A változók származhatnak közös {\displaystyle K} test fölötti különböző {\displaystyle V,W} vektorterekből. Egy bilineáris forma egy {\displaystyle B\colon V\times W\to K} leképezés. Egy bilineáris forma mindkét változójában lineáris forma, ezért egy kétváltozós multilineáris forma.

## Definíció
Legyenek {\displaystyle V,W} vektorterek ugyanazon  {\displaystyle K} test fölött. Általánosabban, legyen {\displaystyle V} balmodulus és  {\displaystyle W} jobbmodulus ugyanazon gyűrű fölött.
Egy
{\displaystyle B\colon V\times W\to K,\quad (v,w)\mapsto B(v,w)=\langle v,w\rangle }
leképezés bilineáris forma, hogyha mindkét változójában lineáris, ami azt jelenti, hogy
- {\displaystyle \langle v_{1}+v_{2},w\rangle =\langle v_{1},w\rangle +\langle v_{2},w\rangle },
- {\displaystyle \langle v,w_{1}+w_{2}\rangle =\langle v,w_{1}\rangle +\langle v,w_{2}\rangle },
- {\displaystyle \langle \lambda v,w\rangle =\lambda \langle v,w\rangle },
- {\displaystyle \langle v,w\lambda \rangle =\langle v,w\rangle \lambda }.

ahol {\displaystyle v,v_{1},v_{2}\in V}, {\displaystyle w,w_{1},w_{2}\in W} és {\displaystyle \lambda \in K}.

## SzimmetriatulajdonságokV=Wesetén
Egy {\displaystyle B\colon V\times V\to K} lineáris formának a következő szimmetriatulajdonságai lehetnek:
Egy {\displaystyle B} bilineáris forma szimmetrikus, ha
{\displaystyle B(x,y)=B(y,x)}
minden {\displaystyle x,y\in V}-re.
A szimmetrikus bilineáris formulák esetén teljesül a {\displaystyle 2\cdot B(x,y)=B(x+y,x+y)-B(x,x)-B(y,y)} polarizációs formula. Innen következik, hogy a szimmetrikus bilineáris formát egyértelműen meghatározzák a {\displaystyle B(x,x),x\in V}  értékei, ha a skalártest karakterisztikája 2-től különböző, {\displaystyle (\operatorname {char} (K)\neq 2)}.
Egy {\displaystyle B} bilineáris forma alternáló, ha
{\displaystyle B(x,x)=0}
minden {\displaystyle x\in V}-re.
Egy {\displaystyle B} bilineáris forma antiszimmetrikus vagy ferdén szimmetrikus, ha
{\displaystyle B(x,y)=-B(y,x)}
minden {\displaystyle x,y\in V}-re.
Minden alternáló bilineáris forma ferdén szimmetrikus. Ha {\displaystyle \operatorname {char} (K)\neq 2}, például {\displaystyle K=\mathbb {R} } és {\displaystyle K=\mathbb {C} } esetén, akkor a megfordítás is teljesül: Minden antiszimmetrikus bilineáris forma alternáló. Általánosabban, kommutatív gyűrű fölötti modulusok esetén is ekvivalens a két tulajdonság, feltéve, ha a célmodulusnak nincs 2-torziója.

## Példák
- Valós vektortéren értelmezett skalárszorzat egy nem elfajuló, szimmetrikus pozitív definit bilineáris forma.
- Egy komplex {\displaystyle V} vektortéren értelmezett skalárszorzat nem bilineáris forma, hanem szeszkvilineáris forma. Ha a {\displaystyle V} teret valós térként fogjuk fel, akkor

{\displaystyle V\times V\to \mathbb {R} ,\quad (x,y)\mapsto \operatorname {Re} B(x,y)} szimmetrikus bilineáris forma és
{\displaystyle V\times V\to \mathbb {R} ,\quad (x,y)\mapsto \operatorname {Im} B(x,y)} alternáló bilineáris forma.
- Kanonikus nem elfajuló bilineáris forma:

{\displaystyle V\times V^{*}\to K,\quad (v,f)\mapsto \langle v,f\rangle =f(v).}

## Elfajulási tér

### Az elfajulási tér definíciója
Legyen {\displaystyle B\colon V\times W\to K} bilineáris forma. Ekkor az 
{\displaystyle ^{\perp }W\colon =\left\{v\mid \forall w\in W\colon B(v,w)=0\right\}\subseteq V}
halmaz altér {\displaystyle V}-ben; ez a bilineáris forma balmagja vagy balradikálja. A {\displaystyle ^{\perp }W} szimbólum azt jelenti, hogy a  balmag elemei pontosan azok, amelyek a bilineáris forma értelmében ortogonálisak a teljes {\displaystyle W} térre.
Analóg módon, 
{\displaystyle V^{\perp }\colon =\left\{w\mid \forall v\in V\colon B(v,w)=0\right\}\subseteq W}
a jobbmag vagy jobbradikális. Ha a {\displaystyle B\colon V\times V\to K} bilineáris forma szimmetrikus, akkor a bal- és a jobbmag egybeesik, és ez az altér {\displaystyle B} elfajulási tere.
Az {\displaystyle R^{\perp }} és {\displaystyle ^{\perp }S} írásmódok analóg definícióval használhatók  az  {\displaystyle R\subseteq V} illetve {\displaystyle S\subseteq W} részhalmazokra.

### Nem elfajuló bilineáris formák
Minden  {\displaystyle B} lineáris forma definiál két lineáris leképezést:
{\displaystyle B_{l}\colon V\to W^{*},\quad v\mapsto \left(w\mapsto B(v,w)\right)}
és
{\displaystyle B_{r}\colon W\to V^{*},\quad w\mapsto \left(v\mapsto B(v,w)\right).}
A jobb- és a balmag ezeknek a leképezéseknek a magja:
{\displaystyle \ker B_{l}={}^{\perp }W}
{\displaystyle \ker B_{r}=V^{\perp }}
Ha mindkét mag triviális, azaz {\displaystyle B_{l}} és {\displaystyle B_{r}} is injektív, akkor a bilineáris forma nem elfajuló. Ha ez nem teljesül, akkor a bilineáris forma elfajuló. Ha a {\displaystyle B_{l}} és {\displaystyle B_{r}} leképezések bijektívek, azaz izomorfizusok, akkor a bilineáris forma tökéletes párosítás. Véges dimenzióban ezek ekvivalensek, tehát a nem elfajuló és a tökéletes párosítás egymás szinonimájaként használható.
Így egy bilineáris forma nem elfajult, ha teljesülnek a következők:
- Minden {\displaystyle v\in V\setminus \{0\}} vektorhoz létezik egy {\displaystyle w\in W} vektor úgy, hogy {\displaystyle B(v,w)\neq 0}.
- Minden {\displaystyle w\in W\setminus \{0\}} vektorhoz létezik egy {\displaystyle v\in V} vektor úgy, hogy {\displaystyle B(v,w)\neq 0.}

Ha egy bilineáris forma szimmetrikus, akkor pontosan akkor nem elfajuló, ha elfajulási tere a nullvektortér.

## Koordinátaábrázolás
Véges dimenziós {\displaystyle V,W,} vektorterekben jelölje a megfelelő dimenziókat {\displaystyle \dim(V)=n,\dim(W)=m}. Ekkor a tereknek van rendre egy-egy {\displaystyle \{e_{1},\ldots ,e_{n}\}} és {\displaystyle \{f_{1},\ldots ,f_{m}\}} bázisa.
Egy {\displaystyle B\colon V\times W\to K} bilineáris forma erre a bázisra vonatkozóan ábrázolható {\displaystyle M_{B}\in K^{n\times m}} mátrixszal úgy, hogy
{\displaystyle {(M_{B})}_{ij}:=B(e_{i},f_{j})}.
Ha {\displaystyle x} és {\displaystyle y} rendre az {\displaystyle v\in V} és {\displaystyle w\in W} vektorok koordinátavektorai, vagyis :{\displaystyle v=\sum _{i=1}^{n}x_{i}e_{i},\;w=\sum _{j=1}^{m}y_{j}f_{j},\quad }, akkor 
{\displaystyle B(v,w)=x^{T}M_{B}\,y={\begin{pmatrix}x_{1}\dots x_{n}\end{pmatrix}}{\begin{pmatrix}B(e_{1},f_{1})&\cdots &B(e_{1},f_{m})\\\vdots &\ddots &\vdots \\B(e_{n},f_{1})&\dots &B(e_{n},f_{m})\end{pmatrix}}{\begin{pmatrix}y_{1}\\\vdots \\y_{m}\end{pmatrix}}},
ahol a mátrixszorzás eredménye egy {\displaystyle 1\times 1}-es mátrix, tehát egy skalár.
Megfordítva, ha {\displaystyle M} tetszőleges {\displaystyle n\times m}-es mátrix, akkor
{\displaystyle B_{M}(v,w):=x^{T}M\,y}
egy {\displaystyle B_{M}\colon V\times W\to K}-bilineáris forma.

### Bázisváltás
Legyenek {\displaystyle e'} és {\displaystyle f'} rendre további bázisok {\displaystyle V}-ben és {\displaystyle W}-ben, illetve legyen  {\displaystyle {}_{e'}{\mathbf {1} }_{e}} az {\displaystyle e} bázisról {\displaystyle e'} bázisra áttérés mátrixa. Ekkor {\displaystyle B} mátrixa az új bázisban
{\displaystyle A'={}_{e}{\mathbf {1} }_{e'}^{T}\cdot A\cdot {}_{f}{\mathbf {1} }_{f'}}.
Ha {\displaystyle V=W}, {\displaystyle e=f} és {\displaystyle e'=f'}, akkor {\displaystyle A} és {\displaystyle A'} hasonló mátrixok.

### Példák, tulajdonságok
- {\displaystyle \mathbb {R} ^{n}}-ben a standardbázisban a skaláris szorzás mátrixa az egységmátrix.
- Ha {\displaystyle V=W}, és {\displaystyle V} és {\displaystyle W} ugyanazt a bázist használja, akkor teljesülnek a következők:

- A mátrix pontosan akkor szimmetrikus, ha a bilineáris forma szimmetrikus
- A mátrix pontosan akkor ferdén szimmetrikus, ha a bilineáris forma antiszimmetrikus
- A mátrix pontosan akkor alternáló, ha a bilineáris forma alternáló.

- A {\displaystyle B\mapsto M_{B}} leképezés bijekció a bilineáris formák  {\displaystyle V\times W\to K} tere és a {\displaystyle n\times m}-{\displaystyle K} mátrixok között. Ha kanonikus módon definiáljuk az összeadást és skalárral szorzást a bilineáris formákon: {\displaystyle (\lambda B_{1}+B_{2})(v,w):=\lambda B_{1}(v,w)+B_{2}(v,w)}, akkor ez a bijekció vektortérizomorfizmus is.
- Véges dimenziós vektorterekben a szimmetrikus bilineáris formákhoz van olyan bázis, amiben mátrixuk diagonális, feltéve, hogy {\displaystyle \operatorname {char} (K)\neq 2}. Pozitív definit bilineáris formák esetén ilyen bázis található a Gram–Schmidt ortogonalizációval.
- Ha {\displaystyle K=\mathbb {R} }, akkor található olyan bázis, ahol az átlón csak az 1, -1 és a 0 értékek szerepelnek. Ez Sylvester tehetetlenségi tétele.

## További megjegyzések
- A {\displaystyle V\times W\to K} bilineáris formák megfeleltethetők {\displaystyle V\otimes W\to K} lineáris leképezéseknek, ahol {\displaystyle \otimes } a tenzorszorzatot jelöli.
- Ha egy leképezés nem a {\displaystyle K} alaptestbe megy, hanem szintén egy vektortérbe, akkor a leképezés bilineáris leképezés.
- A bilineáris forma általánosítása több változóra multilineáris forma.
- Komplex számok fölött kevésbé a bilineáris formák jelentősek. Ott a szeszkvilineáris formák töltik be ugyanazt a szerepet, mint valós test fölött a bilineáris formák. A skaláris szorzást is szeszkvilineáris formával értelmezik.

## Lásd még
Forma (algebra)

## Forrás
- Gerd Fischer: Lineare Algebra, Vieweg-Verlag, ISBN 3-528-03217-0

## Fordítás
Ez a szócikk részben vagy egészben  a   Bilinearform című német Wikipédia-szócikk fordításán alapul.  Az eredeti cikk szerkesztőit annak laptörténete sorolja fel. Ez a jelzés csupán a megfogalmazás eredetét és a szerzői jogokat jelzi, nem szolgál a cikkben szereplő információk forrásmegjelöléseként.